# Чемпионат Северной Македонии по волейболу среди женщин
Чемпионат Северной Македонии по волейболу среди женщин — ежегодное соревнование женских волейбольных команд Северной Македония (до 12 февраля 2019 — Республики Македония). Проводится с сезона 1992/93 (до февраля 2019 — чемпионат Македонии).
Соревнования проходят в трёх дивизионах — 1-й, 2-й и 3-й лигах. Организатором чемпионатов является Волейбольная федерация Македонии.

## Формула соревнований (1-я лига)
Чемпионат 2024/2025 в 1-й лиге проходил в три этапа — два групповых и плей-офф. На 1-м этапе команды играли в два круга. На 2-м этапе 4 лучшие провели двухкруговой турнир с учётом всех результатов 1-го этапа. Эти команды в плей-офф по системе с выбыванием определили финалистов, которые разыграли первенство. Серии матчей плей-офф проводились до двух (в полуфинале) и до трёх (в финале) побед одного из соперников.
За победы со счётом 3:0 и 3:1 команды получают 3 очка, 3:2 — 2 очка, за поражение со счётом 2:3 — 1 очко, 0:3 и 1:3 — 0 очков.
В чемпионате 2024/25 в 1-й лиге участвовали 8 команд: «Янта-Волей Кисела-Вода» (Скопье), «Работнички» (Скопье), «Наковски Волей» (Струмица), «Фит-Фан» (Скопье), «Младост-УГД» (Штип), «Вардар-ЕМ» (Скопье), «Струмица», «Ускана» (Кичево). Чемпионский титул выиграла команда «Янта-Волей Кисела-Вода», победившая в финальной серии «Работнички» 3-0 (3:2, 3:1, 3:1). 3-е место занял «Наковски Волей».

## Чемпионы
- 1993 «Работнички» Скопье
- 1994 «Македония» Струмица
- 1995 «Македония» Струмица
- 1996 «Работнички» Скопье
- 1997 «Работнички-Фершпед» Скопье
- 1998 «Работнички-Фершпед» Скопье
- 1999 «Работнички-Фершпед» Скопье
- 2000 «Работнички-Фершпед» Скопье
- 2001 «Кометал-Студент» Струмица
- 2002 «Студент-Кометал» Струмица
- 2003 «Студент-Кометал» Струмица
- 2004 «Работнички-Фершпед» Скопье
- 2005 «Студент-Кометал» Струмица
- 2006 «Работнички-Фершпед» Скопье
- 2007 «Работнички-Фершпед» Скопье
- 2008 «Форца Волей» Скопье
- 2009 «Форца Волей» Скопье
- 2010 «Форца Волей» Скопье
- 2011 «Форца Волей» Скопье
- 2012 «Форца Волей» Скопье
- 2013 «Форца Волей» Скопье
- 2014 «Форца Волей» Скопье
- 2015 «Работнички» Скопье
- 2016 «Янта-Волей» Скопье
- 2017 СВСК Куманово
- 2018 «Янта-Волей Кисела-Вода» Скопье
- 2019 «Работнички-Скопье» Скопье
- 2020 чемпионат не завершён, итоги не подведены
- 2021 «Янта-Волей Кисела-Вода» Скопье
- 2022 «Работнички» Скопье
- 2023 «Работнички» Скопье
- 2024 «Работнички» Скопье
- 2025 «Янта-Волей Кисела-Вода» Скопье